# Friedrich zu Sayn-Wittgenstein-Hohenstein
Karl Friedrich Wilhelm zu Sayn-Wittgenstein-Hohenstein (* 19. Januar 1708 in Berlin; † 9. Juni 1756 auf Schloss Wittgenstein) war ein deutscher Graf aus dem Hause Sayn-Wittgenstein.

## Familie
Friedrich wurde am 19. Januar 1708 als ältester Sohn des Grafen August David zu Sayn-Wittgenstein-Hohenstein (1663–1735) und seiner ersten Ehefrau Concordia Gräfin zu Sayn-Wittgenstein-Hohenstein zu Vallendar (1679–1709) geboren.

## Leben und Wirken

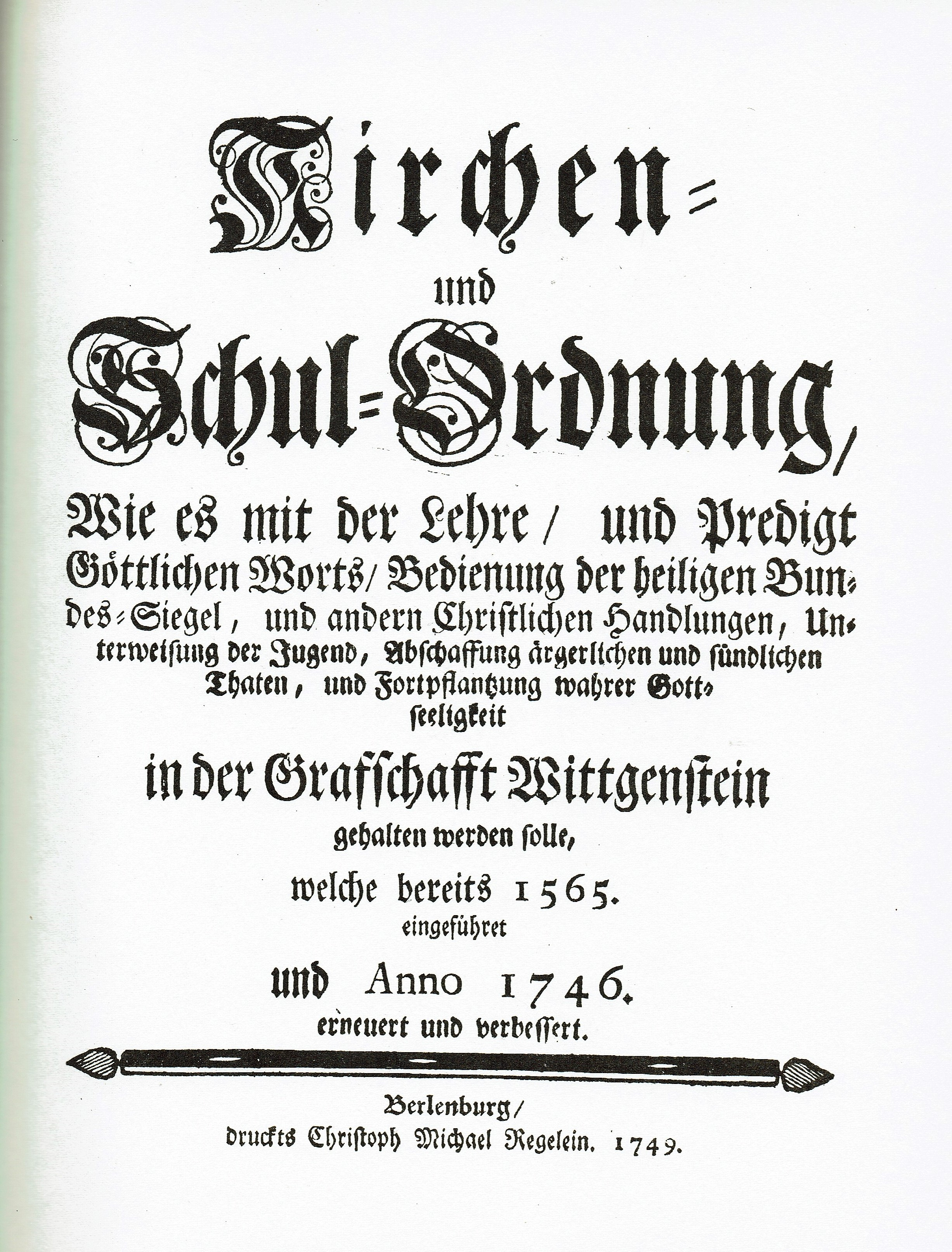
Kirchen- und Schulordnung, Herausgeber: Graf Friedrich zu Sayn-Wittgenstein-Hohenstein. Druck: Christoph Michael Regelein, Berleburg 1746.

Friedrich kümmerte sich nach seinem Regierungsantritt im Jahre 1735 um die Konsolidierung der Finanzen und um die wirtschaftliche Förderung in der Südgrafschaft. Er beendete auch die immer knappe Wasserversorgung des hoch gelegenen Schlosses, indem er im Lahntal, unterhalb des Schlosses eine Druckstation fertigstellen ließ, die einen Teil des Wassers der Lahn über eine Leitung bis auf den Schlossberg pumpte und somit den aufwändigen, täglichen Wassertransport mit vier bis sechs Dienstpferden zum Schloss überflüssig machte. Diese Drucktechnik, genutzt u. a. zur Entwässerung von Bergwerken, war damals einmalig im weiten Umfeld und wurde „Wasser-Kunst“ genannt. Der Begriff wurde auch namensgebend für den entstehenden Siedlungsort unterhalb des Schlosses, nämlich Kunst Wittgenstein. Graf Friedrich ließ sein Territorium umfassend vermessen und veranlasste eine erstmalige Dokumentation des Geländes durch den Geometer Adam Blum im Forstatlas aus dem Jahre 1739, der sich heute im Archiv der Rentkammer Wittgenstein befindet. Er ließ 1749 in Berleburg eine umfangreiche Kirchen- und Schulordnung drucken. Der jüdischen Gemeinde in Laasphe überließ er im Jahre 1751 einen "Grasplatz links vom Weg zwischen Laasphe und Puderbach." Hier wurde der Jüdische Friedhof eingerichtet. 1753 ließ Graf Friedrich ein neues herrschaftliches Wohnhaus in Ludwigseck errichten, das allerdings 34 Jahre später von seinem Nachfolger wieder abgebrochen und in Schwarzenau aufgebaut wurde.

## Ehe und Nachkommen
Friedrich heiratete am 6. Mai 1738 in Siegen in erster Ehe Prinzessin Auguste Amalie Albertine zu Nassau-Siegen (* 5. September 1712; † 22. Februar 1742), Tochter des Fürsten Friedrich Wilhelm Adolf zu Nassau-Siegen und der Herzogin Amalie Louise von Kurland. Aus dieser Ehe gingen zwei Kinder hervor:
- Johann Ludwig (1740–1796)
- Louise Friederike Karoline (1739–1788)

Nach dem Tod seiner ersten Ehefrau heiratete er am 12. Juni 1743 deren jüngere Schwester Elisabeth Hedwig, Prinzessin zu Nassau-Siegen (1719–1789). Aus der zweiten Ehe ging noch ein Kind, der Sohn Karl Theodor Wilhelm (1744–1817) hervor, später Hauptmann in Braunschweigischen Diensten.
Graf Friedrich verstarb am 9. Juni 1756 im Alter von 48 Jahren. Nachfolger wurde sein ältester Sohn Johann Ludwig, der jedoch wegen seines jugendlichen Alters zunächst von Karl August Friedrich, Fürst von Waldeck bei den Regierungsgeschäften vertreten wurde.